# Rezerwat przyrody Torfowisko Linkowo
Rezerwat przyrody Torfowisko Linkowo – torfowiskowy rezerwat przyrody o powierzchni 46,99 ha położony na terenie gminy Dobiegniew w powiecie strzelecko-drezdeneckim (województwo lubuskie).
Obszar chroniony utworzony został 22 listopada 2023 r. na podstawie Zarządzenia Regionalnego Dyrektora Ochrony Środowiska w Gorzowie Wielkopolskim z dnia 8 listopada 2023 r. w sprawie uznania za rezerwat przyrody „Torfowisko Linkowo” (Dz. Urz. Woj. Lub. z 2023 r., poz. 2699). W 2008 sporządzono pierwszą dokumentację projektową dla planowanego rezerwatu. Jego powołanie postulował już w pierwszej dekadzie XXI wieku Klub Przyrodników.

## Położenie
Obszar chroniony ma powierzchnię 49, 88 ha (pierwotna powierzchnia 46,99 ha, w grudniu 2023 nastąpiło powiększenie). Leży na terenie wydzieleń leśnych nadleśnictwa Smolarz w Puszczy Drawskiej (grunty wsi Mierzęcin), około 2 km na południowy wschód od miejscowości Łęczyn i około 2 km na zachód od granicy województwa zachodniopomorskiego. Znajduje się w granicach obszarów Natura 2000: obszaru specjalnej ochrony ptaków Lasy Puszczy nad Drawą PLB320016 oraz specjalnego obszaru ochrony siedlisk Uroczyska Puszczy Drawskiej PLH320046, a także obszaru chronionego krajobrazu Puszcza Drawska.

## Charakterystyka
Cel ochrony stanowi „zachowanie ze względów naukowych i dydaktycznych kompleksu torfowisk wraz z mozaiką towarzyszących im siedlisk wodnych i bagiennych oraz stanowiskami cennych roślin naczyniowych”. Dla rezerwatu ze względu na dominujący przedmiot ochrony określono typ biocenotyczny i fizjocenotyczny oraz podtyp biocenoz naturalnych i półnaturalnych, zaś ze względu na główny typ ekosystemu – typ różnych ekosystemów oraz podtyp mozaiki różnych ekosystemów.
Chroniony kompleks wodno-torfowiskowy składa się z dwóch basenów (północne jezioro eutroficzne Linkowo i południowe jezioro Linkówko) wraz z dzielącą je mineralną grzędą, przy czym samo jezioro Linkówko stanowi eksklawę wewnątrz rezerwatu. Obydwa zbiorniki wodne otoczone są szuwarem trzcinowym Phragmitetum australis, szuwarem turzycy błotnej Caricetum acutiformis oraz szerokim szuwarem kłoci wiechowatej Cladietum marisci, grzędę porastają zaś olsy torfowcowe Sphagno squarrosi-Alnetum. Do jeziora północnego przylegają obszary mszarów turzycowo-torfowcowych Sphagno-Caricetum rostratae i wełniankowo-torfowcowych Sphagno recurvi–Eriophoretum angustifolii, a także łozowisko Salicetum pentandro-cinereae oraz brzeziny bagienne Vaccinio uliginosi–Betuletum. Mniejsze jezioro południowe otoczone jest mszarem turzycowo-torfowcowym Sphagno–Caricetum rostratae z oczkami wody oraz płaty młodego boru bagiennego Vaccinio uliginosi-Pinetum. W zachodniej części rezerwatu wykształciło się rozległe torfowisko wysokie, budowane przez kępkowodolinkowy mszar z torfowcem magellańskim Andromedo-Sphagnetum magellanici i mszarem wełniankowo-torfowcowym Sphagno recurvi–Eriophoretum vaginati, porośnięty karłowatą sosną. Część basenu torfowiska zajmują szuwary trzcinowe Phragmiteum australis oraz zbiorowisko turzycy sztywnej Caricetum elatae.
Na terenie rezerwatu stwierdzono występowanie lipiennika Loesela, żurawiny błotnej, modrzewnicy zwyczajnej, rosiczki okrągłolistnej, pływacza drobnego, pływacza zachodniego, pływacza pośredniego, kłoci wiechowatej, turzycy bagiennej, bobrka trójlistkowego, storczyka krwistego, storczyka Fuchsa i bagna zwyczajnego. Spośród fauny wyróżniono rzadkie gatunki pająków i ważek, a w przeszłości również żółwia błotnego. Jeziora zasilane są wodami opadowymi i podziemnymi źródłami zawierającymi węglan wapnia.
Według stanu na grudzień 2023 dla rezerwatu nie przewidziano planu ochrony ani zadań ochronnych, planowane jest objęcie go ochroną ścisłą. W ramach opieki nad tym obszarem przed powołaniem rezerwatu zwalczano inwazyjną tawułę kutnerowatą.